# Carlo Conti
Carlo Conti (Roma, 28 de agosto de 1556 - Roma, 3 de dezembro de 1615) foi um cardeal do século XVII

## Biografia
Nasceu em Roma em 28 de agosto de 1556. Da antiga e nobre família dos condes de Conti di Poli. Filho de Torquato Conti, duque de Poli, e Violante Farnese, dos signori de Farnese e Latera. Sua família deu à Igreja três papas, Papa Inocêncio III, Papa Gregório IX e Papa Alexandre IV. Tio-avô do Papa Inocêncio XIII . Tio do cardeal Giannicolò Conti (1664). Tio-avô do Cardeal Bernardo Maria Conti, OSBCas. (1721). Outros cardeais da família foram Giovanni dei conti di Segni (1200); Ottaviano dei conti di Segni (1205); Lucido Conti (1411) (pseudocardinal); Giovanni Conti (1483); e Francesco Conti (1517). Seu sobrenome também está listado como Conti di Poli.
Estudou no Collegio Germanico, Roma; e na Universidade de Perugia, onde se doutorou in utroque iure , direito canônico e civil..
Referendário dos Tribunais da Assinatura Apostólica no pontificado do Papa Gregório XIII. Vice-legado em Viterbo, 1581. Governador de Rimini e Camerino, 30 de janeiro de 1585. Tinha o título de magister ..
Eleito bispo de Ancona, com dispensa por ainda não ter atingido a idade canônica e por não ter recebido as sagradas ordens três meses antes, 1º de julho de 1585. Consagrado, domingo, 21 de julho de 1585, na igreja de S. Giacomo degli Spagnoli, pelo cardeal Giovanni Battista Castagna assistido por Filippo Sega, bispo de Piacenza e por Vincenzo Casali, bispo de Massa Marittima. Governador de Perugia, 10 de janeiro de 1594. Governador de Marche, 6 de maio de 1595. Núncio extraordinário na Áustria. Vice-legado em Avignon, 18 de novembro de 1599; e 1º de janeiro de 1600 a novembro de 1604..
Criado cardeal sacerdote no consistório de 9 de junho de 1604. Participou do conclave de março de 1605, que elegeu o Papa Leão XI. Participou no conclave de maio de 1605, que elegeu o Papa Paulo V. Recebeu o barrete vermelho e o título de S. Crisogono, a 1 de junho de 1605. Optou pelo título de S. Clemente, a 17 de agosto de 1605. Optou pelo título de S. Prisca, a 7 de janeiro de 1613..
Morreu em Roma em 3 de dezembro de 1615, de repente, em Roma. Enterrado na igreja de S. Lorenzo em Lucina, Roma; posteriormente, transferido para a Poli.